# Ацетометр
Ацетометр (от лат. acetum — уксус, и греч. metron — мера) — измерительный прибор (снаряд) для определения крепости уксусной кислоты. Этот прибор изобретённый Отто служил в конце XIX — начале XX века для испытания крепости уксуса, то есть для определения содержания в нём свободной уксусной кислоты.
В общих чертах ацетометр состоит из измерительного сосуда — стеклянной трубки в 30 сантиметров длиной и 15 миллиметров шириной. На приборе нанесены следующие деления: до черты а он вмещает 1 см³ жидкости, пространство же между а и b равно 10 см³. Ёмкость крупных делений шкалы, нанесенной выше, равняется 2 см³; деления эти обозначены цифрами 1, 2, 3…, и каждое из них разделено ещё на четыре равные части.
Для испытания уксуса при помощи этого прибора, наполняли пространство до черты а слабым синим настоем лакмуса, осторожно опуская жидкость по стенкам трубки, пока она не поднимется как раз до черты а. Затем наливали в прибор, вплоть до черты b, уксус, качество которого хотели испытать (с лакмусовой настойкой он последний даёт красное окрашивание). Затем осторожно добавляли раствор аммиака (17 граммов на литр воды), ровно столько, чтобы после сильного взбалтывания голубая окраска жидкости приняла красноватый оттенок.
По достижении этого момента, производился отчёт уровня жидкости по шкале прибора. Каждое деление шкалы ацетометра соответствует одному проценту безводной уксусной кислоты.
В настоящее время существуют гораздо более совершенные способы для определения химического состава жидкостей.